# 鄭和文化館

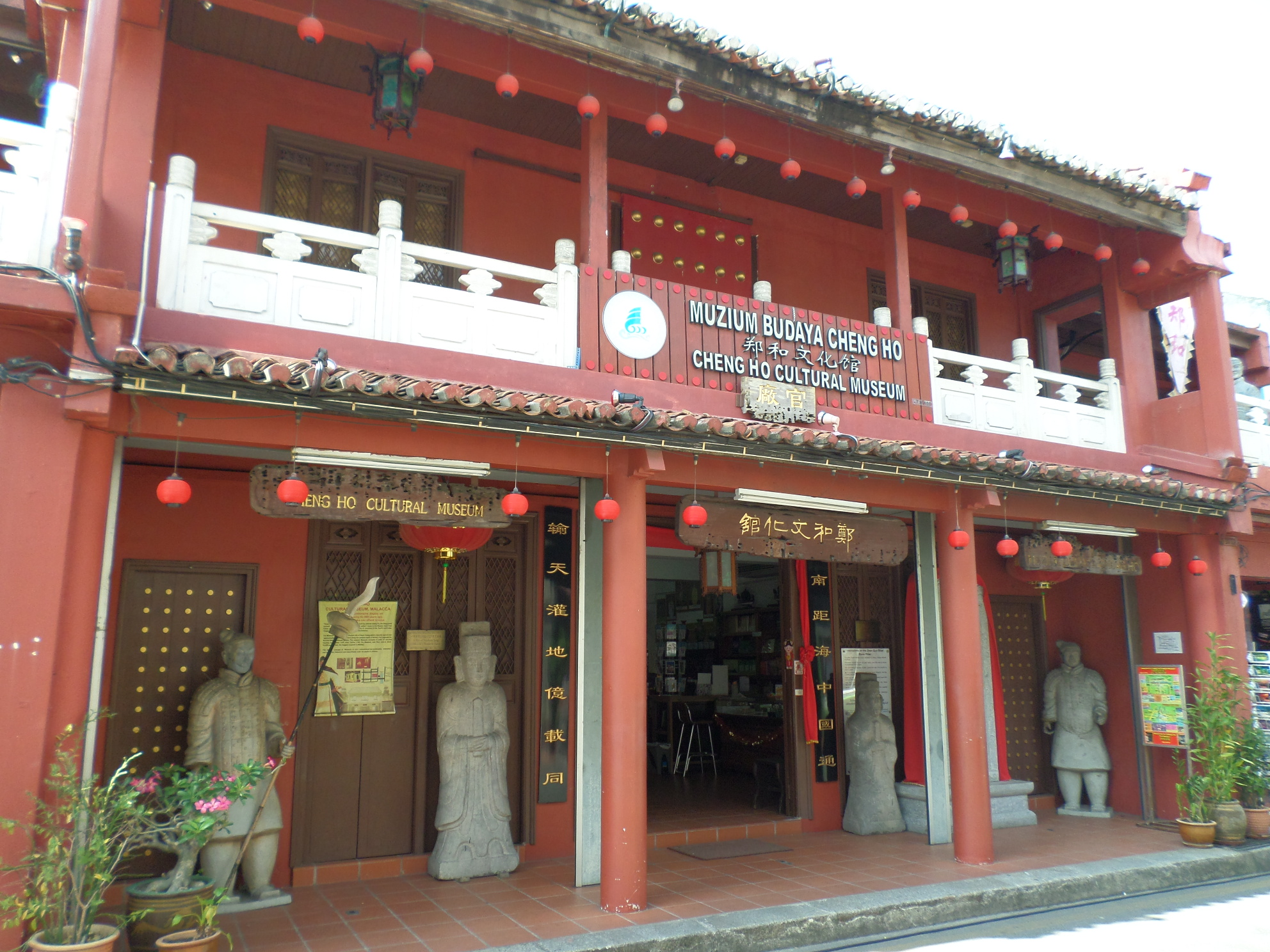
鄭和文化館

鄭和文化館（馬來語: Muzium Budaya Cheng Ho），是一件有關鄭和的博物館，位於馬來西亞馬六甲州馬六甲市  ，總樓面積約5,110平方米。
2°11′43.3″N 102°14′54.9″E / 2.195361°N 102.248583°E